# Convenção de Citação da Haia
A Convenção de Citação da Haia ou Convenção da Haia sobre Citação, formalmente Convenção Relativa à Citação, Intimação e Notificação no Estrangeiro de Documentos Judiciais e Extrajudiciais em Matéria Civil e Comercial, é um tratado multilateral que objetiva simplificar e facilitar os procedimentos de citação, intimação e notificação no exterior, aperfeiçoando a cooperação jurídica internacional.
Foi adotada na cidade da Haia, nos Países Baixos, em 15 de novembro de 1965, e é uma das várias convenções na área do direito internacional privado da Conferência da Haia.
As disposições da convenção aplicam-se a atos processuais em matéria civil e comercial, mas não em matéria penal.

## Atendimento diplomático via carta rogatória
Para os Estados que não fazem parte da Convenção de Citação da Haia, os canais diplomáticos são geralmente usados para o envio de documentos legais. Geralmente, a cooperação é efetivada por meio de cartas rogatórias, que são um pedido formal de ordem judicial de um tribunal do país onde o processo está em andamento para um tribunal de um outro país. Esse procedimento geralmente requer o envio do documento do tribunal de origem ao Ministério das Relações Exteriores (ou equivalente) do estado de origem. O Ministério das Relações Exteriores do país de origem encaminha, então, o pedido ao Ministério das Relações Exteriores do país de destino, que o encaminha, finalmente, ao tribunal local no país de destino. O tribunal local então emite uma ordem para permitir a citação, intimação ou notificação judicial em sua jurisdição. Depois que o ato é praticado, um aviso de cumprimento passa pelos mesmos canais em sentido inverso. Visando a um procedimento um pouco mais simplificado, os tribunais às vezes podem encaminhar solicitações de serviço ao Ministério das Relações Exteriores ou ao tribunal estrangeiro diretamente, eliminando uma ou mais etapas do processo.
A Convenção de Citação da Haia objetiva justamente encurtar esse trâmite, criando meios apropriados para que os atos judiciais e extrajudiciais que devam ser objeto de citação, intimação ou de notificação no estrangeiro sejam conhecidos pelos seus destinatários em tempo útil, a fim de aprimorar a cooperação jurídica, simplificando e acelerando o respectivo processo.

## Procedimento
De acordo com a Convenção, cada Estado contratante é obrigado a designar uma autoridade central para aceitar solicitações de citações (e intimações, notificações ou similares) recebidas. O oficial de justiça competente para a citação no estado de origem pode encaminhar a solicitação de citação diretamente à autoridade central do país onde a citação deverá ser feita. Ao receber a solicitação, a autoridade central do estado receptor efetiva o ato judicial da maneira permitida na sua jurisdição, geralmente por meio de um tribunal local. Uma vez efetuada a citação, a autoridade central envia uma certidão ou aviso de citação cumprida ao oficial de justiça que fez o pedido.
As partes são obrigadas a usar três formulários padronizados: uma solicitação de citação, um resumo do processo (semelhante a uma intimação) e uma certidão de citação cumprida.
Os principais benefícios da Convenção de Citação da Haia em relação ao uso das cartas rogatórias é que ela é mais rápida, usa formulários padronizados que devem ser reconhecidos pelas autoridades de outros Estados e é mais barata (na maioria dos casos), porque o pedido de citação pode ser feito por um advogado local sem precisar contratar um advogado estrangeiro para aconselhar sobre os procedimentos no exterior.
A Convenção da Haia não proíbe um Estado receptor de permitir a citação ou notificação internacional por outros métodos autorizados pelo seu direito interno. Por exemplo, um país pode permitir a citação diretamente pelo correio, como se costuma fazer no Brasil. Os Estados que permitem que as partes usem esses meios alternativos de notificação fazem uma designação separada nos documentos que arquivam ao ratificar ou aderir à Convenção.

## Métodos de citação alternativos
A Convenção da Haia prevê vários meios de citação de documentos, como por via postal ou por agentes diplomáticos/consulares, oficiais de justiça, ou outras pessoas competentes. Estas disposições são abrangidas pelos Artigos 8 a 10, e podem ou não ser permitidas pelos países-membros como forma válida de citação dos documentos no seu território.
A possibilidade de citação por meio de uma autoridade central (Artigo 5) é obrigatória para todos os países-membros.

### Autoridade central
Embora o procedimento de citação seja, em regra, gratuito, pode levar vários meses para ser processado pela autoridade central do Estado requisitado. É a autoridade central quem decide qual método deve ser usado. Em muitos casos, um oficial de justiça será designado por um tribunal local para notificar dos documentos e enviar de volta o comprovante de citação ou notificação, mas a notificação por correio também é possível.

### Citação por correio
A citação por correio só é possível em países que não se opuserem a esse método nos termos do Artigo 10(a) da Convenção, e se a jurisdição onde o processo judicial ocorre o permitir de acordo com a lei aplicável. Portanto, é possível na França e na Holanda, por exemplo, mas não na Alemanha, Suíça, Coreia do Sul, ou Brasil, onde o serviço de recebimento deve ser efetuado exclusivamente por meio da autoridade central do estado.

## Estados-partes
Até outubro de 2024, 84 Estados já haviam ratificado ou aderido à Convenção, incluindo 71 dos 91 estados membros da Conferência da Haia de Direito Internacional Privado, e 13 outros estados não membros.